# Gödselpansar
Gödselpansar kallas torkad djuravföring, gödsel, som bildar ett fast skikt eller större områden med gödselkokor, det vill säga ett slags intorkat "pansar" av gödsel, på djurkroppar hos boskap, till följd av att djuren inte har möjlighet att hålla sig rena eller inte hålls rena på grund av bristande tillsyn eller vanvård, till exempel genom att djuren tvingas ligga i sin egen avföring på grund bristande gödselhantering och rengöring av stallarna. Att låta gödselpansar bildas anses vara djurplågeri då tillståndet är plågsamt för djuren eftersom kraftig långvarig nedsmutsning i form av avföring, gödsel, irriterar och bränner huden och orsakar klåda, smärta och sår. Gödselpansar som täcker buk, sidor och lår är en indikation på bristande tillsyn under längre tid.
Hos nötkreatur som blivit så nedsmutsade att gödselpansar bildats orsakar tillståndet, förutom att det är smärtsamt, även nedsatt försvar mot sjukdomar. Djuren får också svårare att reglera sin kroppstemperatur och att röra sig och bete sig naturligt. Hos mjölkkor blir mjölkproduktionen lägre och hos köttdjur leder det till dålig slakthygien.